# Keben, Lamongan
Keben är en administrativ by i Indonesien. Den ligger i provinsen Jawa Timur, i den västra delen av landet, 600 km öster om huvudstaden Jakarta.